# カナディアン・アロー

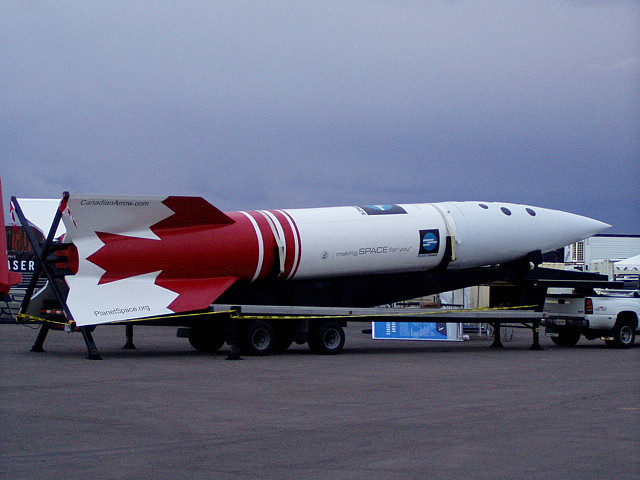
展示されるカナディアン・アロー

カナディアン・アローは、かつてAnsari X Prizeで計画された有人弾道宇宙飛行の計画。

## 概要
2000年代初頭にAnsari X Prizeが開催され、高度100㎞を超える民間の宇宙船を開発するチームが複数参戦した。カナディアン・アローもその中の1チームだった。最終的に2004年10月4日にスペースシップワンが勝利した。
その後、2015年11月23日にブルーオリジンのニューシェパード2号機がカーマンラインを超え、宇宙空間とみなされる高度100.5kmに到達した。

## 宇宙船
カナディアンアローはV2号の技術を流用した多段式ロケットで推進剤はアルコールと液体酸素で垂直離陸してパラシュートで海洋に着水する。

## Ansari X Prize
Ansari X Prizeの条件は以下
- 宇宙空間（高度100 km以上）に到達する
- 乗員3名（操縦者1名と乗員2名分のバラスト）相当を打ち上げる
- 2週間以内に同一機体を再使用し、宇宙空間に再度到達する

## ギャラリー

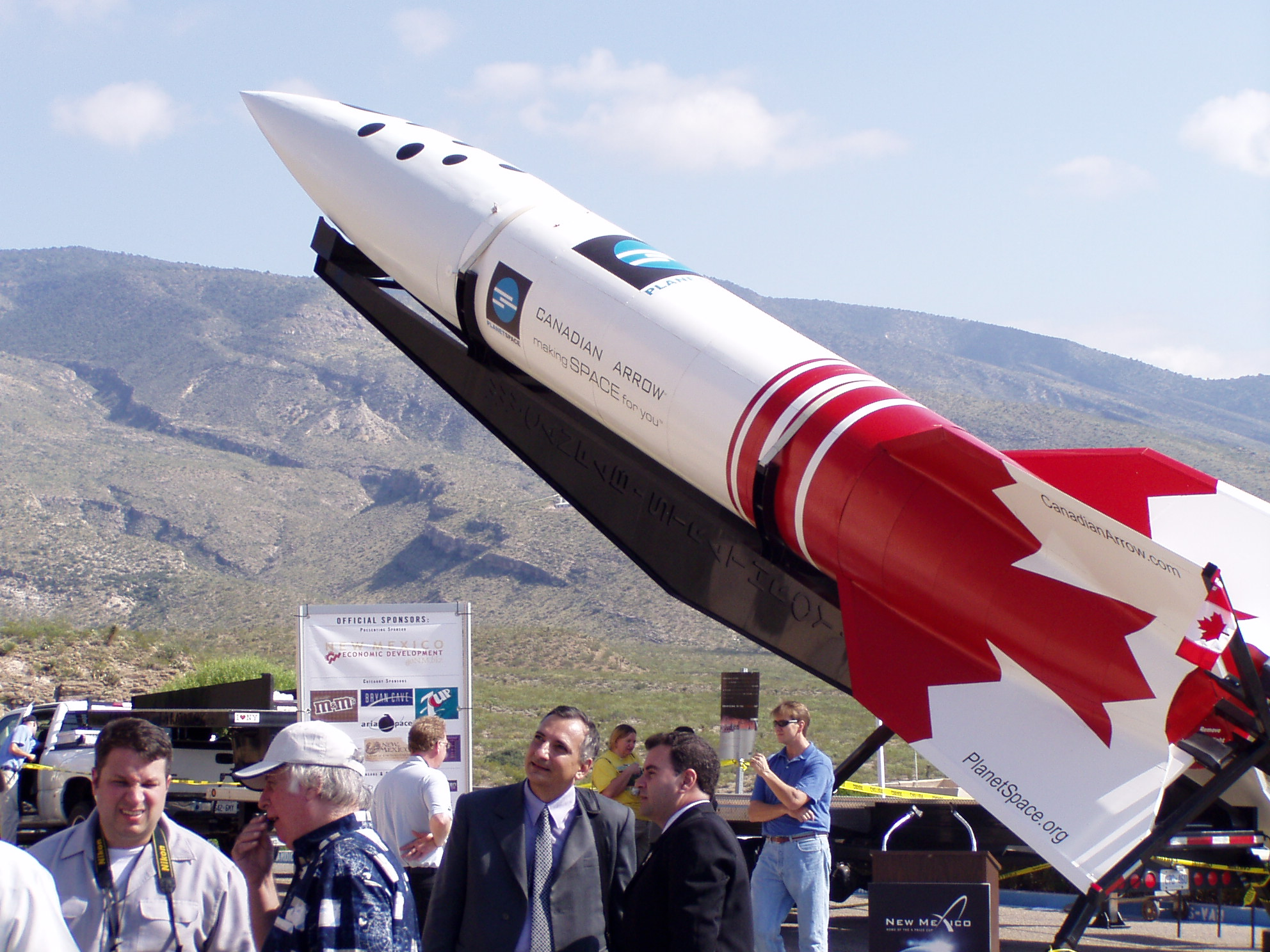
発射台上のカナディアン・アロー
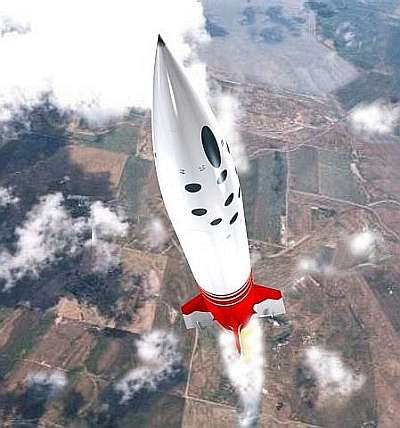
飛行の様子(合成写真)
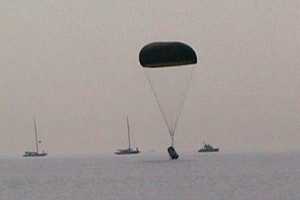
脱出カプセルの着水の実験